# Länderübergreifendes Hochwasserportal
Das Länderübergreifende Hochwasserportal ist eine Website zur Information der Bevölkerung zu Hochwasserwarnlagen in Deutschland und der Schweiz sowie der grenznahen Region von allen deutschen Nachbarländern. Auf der Seite können Berichte über die Warnlage, Lageberichte und die aktuellen Pegel gefunden werden. Die Website besteht seit 2015. Es ist auch eine Mobile App zum Abruf von aktuellen Pegeln für Android iOS und Windows Phone verfügbar, welche den Namen Mein Pegel trägt. Die Warn-App NINA greift ebenfalls auf die Daten zu.